# Du hast den schönsten Arsch der Welt
Du hast den schönsten Arsch der Welt är en singel av Alex C. feat Y-ass från hans album Euphorie från 2007.

## Låtlista
- Digital nedladdning (19 oktober 2007)[1]

1. "Du hast den schönsten Arsch der Welt" (Single Version) – 3:34
2. "Du hast den schönsten Arsch der Welt" (Radio Version) – 3:34
3. "Du hast den schönsten Arsch der Welt" (Basshunter's Bass My Ass Radio Mix) – 3:30
4. "Du hast den schönsten Arsch der Welt" (Sh 101 Remix) – 5:45

## Listplaceringar
| Lista (2007–2008)                   | Högsta position |
| ----------------------------------- | --------------- |
| Österrike (Ö3 Austria Top 40)       | 1               |
| Belgien (Ultratop 40 Vallonien)     | 27              |
| Tjeckien (IFPI)                     | 12              |
| Europe (Eurochart Hot 100)          | 10              |
| Tyskland (Media Control AG)         | 1               |
| Nederländerna (Mega Single Top 100) | 38              |
| Slovakien (IFPI)                    | 71              |
| Sverige (Sverigetopplistan)         | 57              |
| Schweiz (Swiss Music Charts)        | 50              |

## Certifikat
| Land                                    | Certifikat | Certifierat antal/Försäljning |
| --------------------------------------- | ---------- | ----------------------------- |
| Tyskland (Bundesverband Musikindustrie) | Guld       | 150 000                       |